# Zyzzya coriacea
Zyzzya coriacea är en svampdjursart som först beskrevs av William Lundbeck 1910.  Zyzzya coriacea ingår i släktet Zyzzya och familjen Acarnidae. Inga underarter finns listade i Catalogue of Life.